# 꽃보다 청춘
《꽃보다 청춘》은 tvN에서 방영되는 해외 배낭 여행기를 담은 리얼 버라이어티 텔레비전 프로그램이다.
이 프로그램은 배낭여행 프로젝트 1탄 《꽃보다 할배》와 2탄 《꽃보다 누나》에 이은 3탄으로 청춘들이 엮어가는 여행 이야기다. 2014년 8월 1일부터 10월 10일까지 첫 번째와 두 번째 시즌을 방영하였으며, 2016년 1월 1일부터 세 번째 시즌을 방영하기 시작하여 2016년 4월 1일까지 네 번째 시즌이 방영되었다. 2017년 11월 7일부터 《신서유기 외전》으로 다섯 번째 시즌이 방영되었다.

## 방송 정보
| 방송채널 | 방송 기간                         | 방송 시간                         |
| -------- | --------------------------------- | --------------------------------- |
| tvN      | 2014년 8월 1일 ~ 2014년 10월 10일 | 금요일 오후 9시 50분 ~ 11시 20분  |
| tvN      | 2016년 1월 1일 ~ 2016년 4월 1일   | 금요일 오후 9시 45분 ~ 11시 25분  |
| tvN      | 2017년 11월 7일 ~2017년 11월 28일 | 화요일 오후 10시 50분 ~ 12시 20분 |

## 방송 내용
아래의 파란색 숫자는 '최저 시청률'이고, 빨간색 숫자는 '최고 시청률'입니다. (단, 여행지별로 표시하였다.) 시청률 조사회사와 지역별로 시청률에 차이가 있을 수 있습니다.

### 2014년

#### 페루 편
| #         | 여행 동행자            | 여행지 및 여행 기간                       | 회차           | 방송일   | AGB시청률      | AGB시청률 |
| #         | 여행 동행자            | 여행지 및 여행 기간                       | 회차           | 방송일   | 대한민국(전국) |           |
| --------- | ---------------------- | ----------------------------------------- | -------------- | -------- | -------------- | --------- |
| 1 (6부작) | - 윤상 - 유희열 - 이적 | 페루 9박 10일 (2014년 6월 25일 ~ 7월 4일) | 제1회          | 8월 1일  | 4.6%           |           |
| 1 (6부작) | - 윤상 - 유희열 - 이적 | 페루 9박 10일 (2014년 6월 25일 ~ 7월 4일) | 제2회          | 8월 8일  | 5.5%           |           |
| 1 (6부작) | - 윤상 - 유희열 - 이적 | 페루 9박 10일 (2014년 6월 25일 ~ 7월 4일) | 제3회          | 8월 15일 | 5.8%           |           |
| 1 (6부작) | - 윤상 - 유희열 - 이적 | 페루 9박 10일 (2014년 6월 25일 ~ 7월 4일) | 제4회          | 8월 22일 | 4.9%           |           |
| 1 (6부작) | - 윤상 - 유희열 - 이적 | 페루 9박 10일 (2014년 6월 25일 ~ 7월 4일) | 제5회          | 8월 29일 | 4.8%           |           |
| 1 (6부작) | - 윤상 - 유희열 - 이적 | 페루 9박 10일 (2014년 6월 25일 ~ 7월 4일) | 제6회 (감독판) | 9월 5일  | 3.8%           |           |

#### 라오스편
| #         | 여행 동행자              | 여행지 및 여행 기간                        | 회차            | 방송일    | AGB시청률      | AGB시청률 |
| #         | 여행 동행자              | 여행지 및 여행 기간                        | 회차            | 방송일    | 대한민국(전국) |           |
| --------- | ------------------------ | ------------------------------------------ | --------------- | --------- | -------------- | --------- |
| 2 (5부작) | - 유연석 - 손호준 - 바로 | 라오스 7박 8일 (2014년 7월 7일 ~ 7월 14일) | 제7회           | 9월 12일  | 5.5%           |           |
| 2 (5부작) | - 유연석 - 손호준 - 바로 | 라오스 7박 8일 (2014년 7월 7일 ~ 7월 14일) | 제8회           | 9월 19일  | 5.8%           |           |
| 2 (5부작) | - 유연석 - 손호준 - 바로 | 라오스 7박 8일 (2014년 7월 7일 ~ 7월 14일) | 제9회           | 9월 26일  | 5.0%           |           |
| 2 (5부작) | - 유연석 - 손호준 - 바로 | 라오스 7박 8일 (2014년 7월 7일 ~ 7월 14일) | 제10회          | 10월 3일  | 5.4%           |           |
| 2 (5부작) | - 유연석 - 손호준 - 바로 | 라오스 7박 8일 (2014년 7월 7일 ~ 7월 14일) | 제11회 (감독판) | 10월 10일 | 3.9%           |           |

### 2016년

#### 아이슬란드 편
| #         | 여행 동행자                       | 여행지 및 여행 기간                              | 회차            | 방송일   | AGB시청률      | AGB시청률 |
| #         | 여행 동행자                       | 여행지 및 여행 기간                              | 회차            | 방송일   | 대한민국(전국) |           |
| --------- | --------------------------------- | ------------------------------------------------ | --------------- | -------- | -------------- | --------- |
| 3 (7부작) | - 정상훈 - 조정석 - 정우 - 강하늘 | 아이슬란드 6박 7일 (2015년 11월 25일 ~ 12월 1일) | 제12회          | 1월 1일  | 9.1%           |           |
| 3 (7부작) | - 정상훈 - 조정석 - 정우 - 강하늘 | 아이슬란드 6박 7일 (2015년 11월 25일 ~ 12월 1일) | 제13회          | 1월 8일  | 9.6%           |           |
| 3 (7부작) | - 정상훈 - 조정석 - 정우 - 강하늘 | 아이슬란드 6박 7일 (2015년 11월 25일 ~ 12월 1일) | 제14회          | 1월 15일 | 9.0%           |           |
| 3 (7부작) | - 정상훈 - 조정석 - 정우 - 강하늘 | 아이슬란드 6박 7일 (2015년 11월 25일 ~ 12월 1일) | 제15회          | 1월 22일 | 7.7%           |           |
| 3 (7부작) | - 정상훈 - 조정석 - 정우 - 강하늘 | 아이슬란드 6박 7일 (2015년 11월 25일 ~ 12월 1일) | 제16회          | 1월 29일 | 7.5%           |           |
| 3 (7부작) | - 정상훈 - 조정석 - 정우 - 강하늘 | 아이슬란드 6박 7일 (2015년 11월 25일 ~ 12월 1일) | 제17회          | 2월 5일  | 8.4%           |           |
| 3 (7부작) | - 정상훈 - 조정석 - 정우 - 강하늘 | 아이슬란드 6박 7일 (2015년 11월 25일 ~ 12월 1일) | 제18회 (감독판) | 2월 12일 | 6.6%           |           |

#### 아프리카 편
| #         | 여행 동행자                         | 여행지 및 여행 기간                                       | 회차            | 방송일   | AGB시청률      | AGB시청률 |
| #         | 여행 동행자                         | 여행지 및 여행 기간                                       | 회차            | 방송일   | 대한민국(전국) |           |
| --------- | ----------------------------------- | --------------------------------------------------------- | --------------- | -------- | -------------- | --------- |
| 4 (7부작) | - 안재홍 - 류준열 - 고경표 - 박보검 | 나미비아 / 짐바브웨 11박 12일 (2016년 1월 22일 ~ 2월 2일) | 제19회          | 2월 19일 | 12.7%          |           |
| 4 (7부작) | - 안재홍 - 류준열 - 고경표 - 박보검 | 나미비아 / 짐바브웨 11박 12일 (2016년 1월 22일 ~ 2월 2일) | 제20회          | 2월 26일 | 11.3%          |           |
| 4 (7부작) | - 안재홍 - 류준열 - 고경표 - 박보검 | 나미비아 / 짐바브웨 11박 12일 (2016년 1월 22일 ~ 2월 2일) | 제21회          | 3월 4일  | 9.7%           |           |
| 4 (7부작) | - 안재홍 - 류준열 - 고경표 - 박보검 | 나미비아 / 짐바브웨 11박 12일 (2016년 1월 22일 ~ 2월 2일) | 제22회          | 3월 11일 | 9.2%           |           |
| 4 (7부작) | - 안재홍 - 류준열 - 고경표 - 박보검 | 나미비아 / 짐바브웨 11박 12일 (2016년 1월 22일 ~ 2월 2일) | 제23회          | 3월 18일 | 6.9%           |           |
| 4 (7부작) | - 안재홍 - 류준열 - 고경표 - 박보검 | 나미비아 / 짐바브웨 11박 12일 (2016년 1월 22일 ~ 2월 2일) | 제24회          | 3월 25일 | 6.3%           |           |
| 4 (7부작) | - 안재홍 - 류준열 - 고경표 - 박보검 | 나미비아 / 짐바브웨 11박 12일 (2016년 1월 22일 ~ 2월 2일) | 제25회 (감독판) | 4월 1일  | 4.4%           |           |

### 2017년

#### 오스트레일리아 편
| #         | 여행 동행자                         | 여행지 및 여행 기간                                   | 회차   | 방송일    | AGB시청률      | AGB시청률 |
| #         | 여행 동행자                         | 여행지 및 여행 기간                                   | 회차   | 방송일    | 대한민국(전국) |           |
| --------- | ----------------------------------- | ----------------------------------------------------- | ------ | --------- | -------------- | --------- |
| 5 (4부작) | - 강승윤 - 김진우 - 이승훈 - 송민호 | 오스트레일리아 7박 8일 (2017년 10월 11일 ~ 10월 18일) | 제26회 | 11월 7일  | 3.3%           |           |
| 5 (4부작) | - 강승윤 - 김진우 - 이승훈 - 송민호 | 오스트레일리아 7박 8일 (2017년 10월 11일 ~ 10월 18일) | 제27회 | 11월 14일 | 2.3%           |           |
| 5 (4부작) | - 강승윤 - 김진우 - 이승훈 - 송민호 | 오스트레일리아 7박 8일 (2017년 10월 11일 ~ 10월 18일) | 제28회 | 11월 21일 | 2.2%           |           |
| 5 (4부작) | - 강승윤 - 김진우 - 이승훈 - 송민호 | 오스트레일리아 7박 8일 (2017년 10월 11일 ~ 10월 18일) | 제29회 | 11월 28일 | 1.6%           |           |

## 같이 보기
- 꽃보다 할배
- 꽃보다 누나